# Джованна Аматі
Джованна Аматі (італ. Giovanna Amati; народилась 20 липня 1962 року у Римі) — італійська автогонщиця. Остання жінка, яка брала учать у Гран-прі Формули 1.

## Кар'єра
Дитинство Джованни Аматі було досить насиченим: її викрадали заради викупу, у віці 15 років вона без дозволу батьків купила молоцикл Honda і два роки ховала його від них.
1981 року вона стала офіційно брати участь у перегонах, декілька разів виграла етапи італійського чемпіонату Формули Абас. Після чотирьох років у Формулі Абас, вона перейшла до італійської Формули-3. У 1985—1986 роках виграла декілька етапів Формули-3, після чого перейшла до Формули 3000.
1992 року підписала контракт з вже вмираючою командою Бребхем. Узяла учать у 3-х Гран-прі, проте жодного разу не пройшла кваліфікацію. Після Гран-прі Бразилії 1992 року була замінена на Демона Хілла, оскільки не змога заплатити за подальші виступи.
Завершивши кар'єру в автоспорті, зайнялась журналістикою. Спеціалізується на гоночній тематиці.

## Таблиця результатів у Формулі 1
| Рік  | Команда | Шасі  | Мотор    | 1       | 2       | 3       | 4     | 5     | 6     | 7     | 8     | 9     | 10    | 11    | 12    | 13    | 14    | 15    | 16    | Місце | Залікові бали |
| ---- | ------- | ----- | -------- | ------- | ------- | ------- | ----- | ----- | ----- | ----- | ----- | ----- | ----- | ----- | ----- | ----- | ----- | ----- | ----- | ----- | ------------- |
| 1992 | Бребхем | BT60B | Judd V10 | RSA НКВ | MEX НКВ | BRA НКВ | ESP — | SMR — | MON — | CAN — | FRA — | GBR — | GER — | HUN — | BEL — | ITA — | POR — | JPN — | AUS — | НКЛ   | 0             |